# Probstmayria
Probstmayria (nach dem Münchener Professor für Tierpathologie und Erstbeschreiber der ersten Art Wilhelm Probstmayr) ist eine Gattung der Spulwürmer mit zehn Arten. Sie sind Parasiten bei Primaten und Pferden.

## Merkmale
Probstmayria haben eine Mundöffnung mit drei oder sechs Lippen. Der Ösophagus hat einen Pharynx-Teil. Die Gattung hat einen paarigen weiblichen Geschlechtstrakt, beide Seiten sind funktionell. Der Schwanz endet mit einem langen fadenförmigen Fortsatz.

## Systematik
Die Gattung wird nicht einheitlich positioniert. Chabaud (1978) ordnete sie in die Atractinae, aber auch einige neuere Arbeiten wie Mondal et al. (2010) oder Hasegawa et al. (2021) behalten diese Zuordnung bei. Die Systematik von Hodda (2022) und aktuelle Datenbanken ordnen sie in die Kathlaniinae ein. Zur Gattung gehören folgende Arten:
- Probstmayria gabonensis van Waerebeke, Chabaud & Collet, 1988
- Probstmayria gombensis File, 1976
- Probstmayria goodallae van Waerebeke, Chabaud & Collet, 1988
- Probstmayria gorillae Kreis, 1955
- Probstmayria inversa van Waerebeke, Chabaud & Collet, 1988
- Probstmayria nainitalensis Arya, 1981
- Probstmayria simiae Maplestone, 1931
- Probstmayria tapiri van Waerebeke, Chabaud & Anthony, 1988
- Probstmayria vesiculata Vuylsteke, 1956
- Probstmayria vivipara (Probstmayr, 1865)